# Funky house
Funky house é um subgênero da house music que utiliza samples do funk, uma linha de baixo inspirada no funk ou na forte influência de soul, combinada com batidas de bateria que se inspiram nos registros funk dos anos70 e 80. O uso de cordas de disco também é comum no gênero, embora nem sempre. O funky house usa técnicas específicas e sons específicos, caracterizados por linhas de baixo, swooshes, redemoinhos e outros sons sintetizadores que dão à música um ritmo bouncy com cerca de 128 BPM.
O gênero é comercialmente popular, com gravadoras como Defected Records, Ministry of Sound, Hed Kandi e Fierce Angel, todos lançando álbuns de compilação dedicados ao gênero.

## História
Foi particularmente bem sucedido no início e meados dos anos 2000 (década).

### Atualmente
Com o interesse renovado em funk e música disco no início de 2010, o gênero funky house está sendo frequentemente usado de maneira errada. Os músicos contemporâneos estão produzindo house music, baseado em samples de funk e disco, mas a estrutura e as características da música continuam sendo da house comum. Essa música é geralmente referida como funk-house, que é um desenvolvimento do gênero pai, e não está relacionada à funky house.

## Artistas notáveis
- 1. Olav Basoski. Este produtor holandês produz batidas funky house desde 1997. Ele se tornou um remixer cobiçado, conhecido por adicionar um toque de funk a quase qualquer produção. Ele fez o seu caminho para um grande público depois de lançar um remix de 'Bodyrock' de Moby em 1999, onde ele usou samples de sons de música disco, filtros e uma linha de baixo e vocais que impulsionaram a dança nas paradas de popularidade. A música também é notável por sua inspiração eletrônica com intervalos intermediários.[5]

- 2. Os Rythmes Digitais. Também conhecido como Jacques Lu Cont, este é o pseudônimo de Stuart Price serviu-lhe bem na cena musical da house. As produções de LRD frequentemente adotam um estilo funk slap bass, e fazem uso do mesmo tipo de amostragem vocal usada na french house sem recorrer ao mesmo nível de filtragem que é frequentemente reconhecido como um criador desse gênero. Além de seu trabalho com vários artistas pop, o LRD é valorizado por sua famosa faixa intitulada "Jacques Your Body", lançada em 1999.[5]

- 3. Armand van Helden. Um artista que se aventurou em diferentes áreas da house music, Armand Van Helden começou a produzir algumas das faixas mais divertidas de seu ambiente. Seu remix "Spin Spin Sugar" pela Sneaker Pimps, foi o primeiro de uma linha de fabricantes de funky house que transformam os clubes com o seu estilo, tanto nos Estados Unidos quanto na Europa. Ele seguiu com "The Funk Phenomena", a mixagem disco "U don't know me" e o duplo ataque de "Flowerz" e "The Boogie Monster" em 1999.[2]

- 4. Cassius. Um dos veteranos da cena do hip hop francês, Le Funk Mob, encontrou uma saída para suas energias na house music com Cassius. Combinando elementos filtrantes franceses e funky house, Cassius estava em toda parte musicalmente, embora a maioria das faixas fossem ancoradas por linhas de baixo sólidas e vozes de soul. Algumas de suas obras mais representativas podem ser ouvidas nos singles "1999", "The Sounds of Violence" e "Feeling For You".[2]